# 马来渔鸮
马来渔鸮（学名：Ketupa ketupu）一种分布于东南亚和孟加拉国、印度等地的鸮形目鸟类，隶属于鸱鸮科鱼鸮属。本种由美国博物学家托马斯·霍斯菲尔德于1821年描述发表。
與一般貓頭鷹不同，牠們以視覺而非聽覺狩獵，以魚為主食，也吃兩棲動物、無脊椎動物和爬行動物、老鼠和腐肉。